# Deep Blues: A Musical Pilgrimage to the Crossroads
Deep Blues: A Musical Pilgrimage to the Crossroads ist ein britischer Dokumentarfilm des Musikkritikers Robert Palmer. Der Film wurde 1990 in Memphis (Tennessee), im Mississippi Delta und im benachbarten Hügelland gedreht; er dokumentiert die Ursprünge des Delta Blues.
Regie führte Robert Mugge, initiiert und produziert wurde der Film von David A. Stewart auf der Grundlage von Palmers Buch „Deep Blues: A Musical and Cultural History of the Mississippi Delta“ aus dem Jahr 1981. Der Film kam 1991 in die Kinos und erschien im Jahr darauf auf DVD. Begleitend erschien der Soundtrack auf CD.
Zu den Musikern, die im Film auftreten, gehören Booba Barnes, R. L. Burnside, Jessie Mae Hemphill mit Napoleon Strickland und Abe Young, Big Jack Johnson, Junior Kimbrough mit Little Joe Ayers und Calvin Jackson, Booker T. Laury, Jack Owens, Lonnie Pitchford, Bud Spires und Wade Walton.